# Erland Erlandsen
Erland Erlandsen (Copenaghen, 3 ottobre 1912 – Monaco di Baviera, 26 marzo 2003) è stato un attore tedesco.

## Biografia
Erlandsen inizia a recitare nel 1944 al Volkstheater di Vienna. È noto per le numerose partecipazioni alle serie televisive Der Alte e L'ispettore Derrick. Muore a Monaco nel 2003.